# Copa Mundial de fútbol sala de la FIFA 2012
La Copa Mundial de fútbol sala de la FIFA de 2012 fue la 7.ª edición de este torneo. El certamen se llevó a cabo en Tailandia, en las ciudades de Bangkok y Nakhon Ratchasima. Es la tercera vez que se disputaba en el continente asiático, siendo las otras dos en Hong Kong 1992 y China Taipéi 2004.
El último campeón mundial es Brasil, quien en 2012 se coronó como campeón al vencer a España; además fue vencedor en cuatro mundiales más. España se consagró campeón en dos oportunidades.
A diferencia de las anteriores ediciones, el torneo contó con 24 equipos en lugar de 20, situación que se mantendrá para las próximas ediciones.

## Sedes
Dos ciudades, Bangkok y Nakhon Ratchasima fueron elegidas para acoger el torneo.
| Tailandia                 | Tailandia                | Tailandia        | Tailandia           |
| Bangkok Nakhon Ratchasima | Bangkok                  | Bangkok          | Nakhon Ratchasima   |
| ------------------------- | ------------------------ | ---------------- | ------------------- |
| Bangkok Nakhon Ratchasima | Estadio Cubierto Huamark | Nimibutr Stadium | Korat Chatchai Hall |
| Bangkok Nakhon Ratchasima | Capacidad: 12.000        | Capacidad: 6.000 | Capacidad: 5.000    |
| Bangkok Nakhon Ratchasima |                          |                  |                     |

## Equipos participantes[4]
Además del anfitrión Tailandia, 23 selecciones más participarán de la competencia, clasificadas a través de los torneos realizados por cada una de las confederaciones.

### Eliminatorias clasificatorias
- OFC (1 plaza)
- CAF (3 plazas)
- AFC (4 plazas)
- UEFA (7 plazas)
- CONCACAF (4 plazas)
- CONMEBOL (4 plazas)

### Selecciones clasificadas
En cursiva, los equipos debutantes.
| Argentina  | España        | Kuwait    | Portugal        |
| Australia  | Guatemala     | Libia     | República Checa |
| Brasil     | Irán          | Marruecos | Rusia           |
| Colombia   | Islas Salomón | México    | Serbia          |
| Costa Rica | Italia        | Panamá    | Tailandia       |
| Egipto     | Japón         | Paraguay  | Ucrania         |

## Árbitros
| - Kaveepol Kamawitee - Alireza Sohrabi - Jang Kwan Kim - Mohamed Chami - Naoki Miyatani - Nurdin Bukuev - Scott Kidson - Shukhrat Pulatov - Youze Zhang - Eduardo Mahumane | - José Katemo - Saheed Ayeni - Said Kadara - Alexander Cline - Wencelaos Aguilar - Carlos González - Francisco Rivera - Geovanny López - Sergio Cabrera - Daniel Rodríguez | - Darío Santamaría - Héctor Rojas - Jaime Jativa - Joel Ruiz - Oswaldo Gómez - Renata Leite - Sandro Brechane - Amitesh Behari - Rex Kamusu - Borut Sivic | - Danijel Janosevic - Eduardo Fernandes - Fernando Gutiérrez - Francesco Massini - Gabor Kovacs - Ivan Shabanov - Karel Henych - Marc Birkett - Pascal Lemal |

## Desarrollo de la competición[5]
- Los horarios corresponden a la hora de Tailandia[6]
- Leyenda: Pts: Puntos; PJ: Partidos jugados; PG: Partidos ganados; PE: Partidos empatados; PP: Partidos perdidos; GF: Goles a favor; GC: Goles en contra; Dif: Diferencia de goles.
- Los 24 equipos se dividen en 6 grupos de cuatro equipos cada uno. Los primeros y segundos de cada grupo y los cuatro mejores terceros se clasifican para la fase final de eliminación directa (octavos de final, cuartos de final, semifinales, tercer puesto y final).[7]
- Sorteo oficial: 24 de agosto de 2012 - Bangkok, Tailandia.

### Grupo A
| Equipo     | Pts | PJ | PG | PE | PP | GF | GC | Dif |
| ---------- | --- | -- | -- | -- | -- | -- | -- | --- |
| Ucrania    | 7   | 3  | 2  | 1  | 0  | 14 | 7  | 7   |
| Paraguay   | 4   | 3  | 1  | 1  | 1  | 9  | 11 | -2  |
| Tailandia  | 3   | 3  | 1  | 0  | 2  | 8  | 9  | -1  |
| Costa Rica | 3   | 3  | 1  | 0  | 2  | 8  | 12 | -4  |

| 1 de noviembre de 2012, 17:00 | Ucrania                                    | 3:3 | Paraguay                       | Indoor Stadium Huamark, Bangkok                              |                                                              |
|                               | Pavlenko (9' PT y 39 ST) Shoturma (15' ST) |     | E. Ayala (9' PT, 10' y 17' ST) | Árbitro(s): Wenceslaos Aguilar (PAN) - Alexander Cline (PAN) | Árbitro(s): Wenceslaos Aguilar (PAN) - Alexander Cline (PAN) |

| 1 de noviembre de 2012, 19:00 | Tailandia                                                     | 3:1 | Costa Rica      | Indoor Stadium Huamark, Bangkok                     |                                                     |
|                               | Chalaemkhet (18' PT) Thueanhlang (8' ST) Sornwichian (18' ST) |     | Zúñiga (17' ST) | Árbitro(s): Héctor Rojas (PER) - Renata Leite (BRA) | Árbitro(s): Héctor Rojas (PER) - Renata Leite (BRA) |

| 4 de noviembre de 2012, 17:00 | Paraguay                                                | 3:6 | Costa Rica                                                                            | Indoor Stadium Huamark, Bangkok |  |
|                               | Fabio Alcaraz (2' PT y 11' PT) Walter Villalba (37' ST) |     | Diego Suñiga (22' PT) Luis Navarrete (25' y 28' PT) Edwin Cubillo (26', 30' y 31' ST) |                                 |  |

| 4 de noviembre de 2012, 19:00 | Tailandia                                                                             | 3:5 | Ucrania | Indoor Stadium Huamark, Bangkok |  |
|                               | Kritsada WONGKAEO (23' ST) Suphawut THUEANKLANG (34' ST) Jirawat SORNWICHIAN (38' ST) |     | Denys OVSIANNIKOV (3' PT) Sergiy CHEPORNIUK (6' PT) Ievgen ROGACHOV (12' y 19' PT) Maksym PAVLENKO (19' PT) |                                 |  |

| 7 de noviembre de 2012, 19:00 | Costa Rica             | 1:6 | Ucrania | Indoor Stadium Huamark, Bangkok |  |
|                               | Edwin Cubillo (23' ST) |     | Levgen Rogachov (6' PT y 15' PT) Denys Ovsiannikov (16' PT) Oleksandr Sorokin (22' ST y 31' ST) Maksym Pavlenko (28' ST) |                                 |  |

| 7 de noviembre de 2012, 19:00 | Paraguay                                                       | 3:2 | Tailandia                                              | Korat Chatchai Hall, Nakhon Ratchasima |  |
|                               | Adolfo Salas (3' PT) Enmanuel Ayala (6' PT) Juan Salas (9' PT) |     | Suphawut Thueanklang (10' PT) Jetsada Chudech (24' ST) |                                        |  |

### Grupo B
| Equipo    | Pts | PJ | PG | PE | PP | GF | GC | Dif |
| --------- | --- | -- | -- | -- | -- | -- | -- | --- |
| España    | 7   | 3  | 2  | 1  | 0  | 15 | 6  | 9   |
| Irán      | 7   | 3  | 2  | 1  | 0  | 8  | 6  | 2   |
| Panamá    | 3   | 3  | 1  | 0  | 2  | 14 | 15 | -1  |
| Marruecos | 0   | 3  | 0  | 0  | 3  | 5  | 15 | -10 |

| 2 de noviembre de 2012, 19:00 | Panamá | 8:3 | Marruecos                                                      | Indoor Stadium Huamark, Bangkok |  |
|                               | Carlos Pérez (19' PT) Miguel Lasso (21' ST y 30' ST) Fernando Mena (22' ST y 31 ST) Apolinar Galvez (24' ST) Oscar Hinks (33' ST) Claudio Goodridge (38' ST) |     | Yahya Jabrane (6' PT) Aziz Derrou (11' PT) Adil Habil (15' PT) |                                 |  |

| 2 de noviembre de 2012, 21:00 | España                         | 2:2 | Irán                                            | Indoor Stadium Huamark, Bangkok |  |
|                               | Miguelin (4 PT) Lozano (15 PT) |     | Masoud DANESHVAR (27 ST) Hossein TAYEBI (30 ST) |                                 |  |

| 5 de noviembre de 2012, 19:00 | Marruecos                  | 1:2 | Irán                                            | Indoor Stadium Huamark, Bangkok |  |
|                               | Joussef El Mazray (19' PT) |     | Ali Hassanzadeh (19' PT) Afshin Kazemi (32' ST) |                                 |  |

| 5 de noviembre de 2012, 21:00 | España | 8:3 | Panamá                                                     | Indoor Stadium Huamark, Bangkok |  |
|                               | Kike (1' PT) Lin (7'PT) Borja (10' PT y 21' ST) Aicardo (13' PT y 19' PT) Alemao (26' ST) Miguelin (29' ST) |     | Michael De León (16' PT y 32' ST) Alquis Alvarado (29' ST) |                                 |  |

| 8 de noviembre de 2012, 19:00 | Irán                                                                               | 4:3 | Panamá                                                                   | Nimibutr Stadium, Bangkok |  |
|                               | Ahmad Esmaeilpour (3' PT) Afshin Kazemi (13' PT) Mohammad Taheri (18' PT y 37' ST) |     | Claudio Goodridge (5' PT) Carlos Perez (34' ST) Alquis Alvarado (39' ST) |                           |  |

| 8 de noviembre de 2012, 19:00 | Marruecos                | 1:5 | España                                                                    | Indoor Stadium Huamark, Bangkok |  |
|                               | Mohammed Talibi (24' ST) |     | Lozano (9' PT y 11' PT) Borja (18' PT) Fernandao (32' ST) Álvaro (33' ST) |                                 |  |

### Grupo C
| Equipo   | Pts | PJ | PG | PE | PP | GF | GC | Dif |
| -------- | --- | -- | -- | -- | -- | -- | -- | --- |
| Brasil   | 9   | 3  | 3  | 0  | 0  | 20 | 2  | 18  |
| Portugal | 4   | 3  | 1  | 1  | 1  | 11 | 9  | 2   |
| Japón    | 4   | 3  | 1  | 1  | 1  | 10 | 11 | -1  |
| Libia    | 0   | 3  | 0  | 0  | 3  | 3  | 22 | -19 |

| 1 de noviembre de 2012, 19:00 | Libia         | 1:5 | Portugal                                                     | Korat Chatchai Hall, Nakhon Ratchasima          |                                                 |
|                               | Fathe (6' PT) |     | Cardinal (2', 16' y 17' PT) Nandinho (7' ST) Marinho (8' ST) | Árbitro(s): Alireza Sohrabi (IRA) - Zhang Youze | Árbitro(s): Alireza Sohrabi (IRA) - Zhang Youze |

| 1 de noviembre de 2012, 21:00 | Brasil                                              | 4:1 | Japón         | Korat Chatchai Hall, Nakhon Ratchasima               |                                                      |
|                               | Wilde (13' PT, 2' ST) Neto (1' ST) Vinicius (5' ST) |     | Inaba (7' ST) | Árbitro(s): Kovacs Gabor (HUN) - Ivan Shabanov (RUS) | Árbitro(s): Kovacs Gabor (HUN) - Ivan Shabanov (RUS) |

| 4 de noviembre de 2012, 19:00 | Portugal                                                                     | 5:5 | Japón | Korat Chatchai Hall, Nakhon Ratchasima |  |
|                               | Joao Matos (0' PT) Ricardinho (1' PT) y (17' PT) Cardinal (8' PT) y (11' PT) |     | Kaoru MORIOKA (10' PT) y (32' ST) Shota HOSHI (18' PT) Wataru KITAHARA (31' ST) Katsutoshi HENMI (35' ST) |                                        |  |

| 4 de noviembre de 2012, 21:00 | Brasil | 13:0 | Libia | Korat Chatchai Hall, Nakhon Ratchasima |  |
|                               | Gabriel (6' PT) Rodrigo (7' PT y 9' PT) Neto (15' PT) Fernandinho (16' PT, 30' ST, 32' ST y 33' ST) Vinicius (24' PT) Je (30' ST, 33' ST y 37' ST) Rafael (38' ST) |      |       |                                        |  |

| 7 de noviembre de 2012, 17:00 | Japón                                                                                | 4:2 | Libia                            | Indoor Stadium Huamark, Bangkok |  |
|                               | Reda Fathe (17' PT) Shota Hoshi (24' ST) Kotaro Inaba (25' ST) Nobuya Osodo (31' ST) |     | Mohamed Rahoma (17' PT y 37' ST) |                                 |  |

| 7 de noviembre de 2012, 17:00 | Portugal          | 1:3 | Brasil                                           | Korat Chatchai Hall, Nakhon Ratchasima |  |
|                               | Cardinal (13' PT) |     | Simi (11' PT) Fernandinho (28' ST) Neto (39' ST) |                                        |  |

### Grupo D
| Equipo    | Pts | PJ | PG | PE | PP | GF | GC | Dif |
| --------- | --- | -- | -- | -- | -- | -- | -- | --- |
| Italia    | 9   | 3  | 3  | 0  | 0  | 17 | 5  | 12  |
| Argentina | 6   | 3  | 2  | 0  | 1  | 14 | 5  | 9   |
| Australia | 3   | 3  | 1  | 0  | 2  | 5  | 17 | -12 |
| México    | 0   | 3  | 0  | 0  | 3  | 4  | 13 | -9  |

| 2 de noviembre de 2012, 17:00 | Italia | 9:1 | Australia               | Nimibutr Stadium, Bangkok |  |
|                               | Rodolfo Fortino (14' PT) Saad Assis (15' PT y 23' ST) Gabriel Lima (17' PT) Marcio Forte (19' PT) Sergio Romano (20' ST) Humberto Honorio (26' ST) Giuseppe Mentasti (28' ST) Alex Merlim (30' ST) |     | Danny Ngaluafe (33' ST) |                           |  |

| 2 de noviembre de 2012, 19:00 | Argentina                                                                                                   | 5:1 | México                   | Nimibutr Stadium, Bangkok                               |                                                         |
|                               | Santiago Basile (4' PT) Maximiliano Rescia (13' PT) Martin Amas (25' ST) Cristian Borruto (28' ST y 30' ST) |     | Jorge Rodríguez (36' ST) | Árbitro(s): Eduardo Fernandes (POR) - Jose Katemo (ANG) | Árbitro(s): Eduardo Fernandes (POR) - Jose Katemo (ANG) |

| 5 de noviembre de 2012, 17:00 | Australia                                                                | 3:1 | México                | Nimibutr Stadium, Bangkok |  |
|                               | Tobias Seeto (26' ST) Aaron Cimitile (26' ST) Gregory Giovenali (35' ST) |     | Victor Quiroz (6' PT) |                           |  |

| 5 de noviembre de 2012, 19:00 | Argentina                                             | 2:3 | Italia                                                             | Nimibutr Stadium, Bangkok |  |
|                               | Maximiliano Rescia (2' PT) Leandro Cuzzolino (40' ST) |     | Gabriel Lima (12' PT) Rodolfo Fortino (18' PT) Saad Assis (37' ST) |                           |  |

| 8 de noviembre de 2012, 17:00 | México                         | 2:5 | Italia                                                                                    | Indoor Stadium Huamark, Bangkok |  |
|                               | Morgan Plata (22' ST y 33' ST) |     | Marco Ercolessi (17' PT y 23' ST) Rodolfo Fortino (25' ST y 34 ST) Luca Leggiero (35' ST) |                                 |  |

| 8 de noviembre de 2012, 17:00 | Australia            | 1:7 | Argentina | Nimibutr Stadium, Bangkok |  |
|                               | Tobias Seeto (5' PT) |     | Cristian Borruto (0' PT y 38' ST) Leandro Cuzzolini (6' PT) Matias Lucuix (14' PT) Alamiro Vaporaki (21' ST) Hernan Garcias (27' ST) Martin Amas (36' ST) |                           |  |

### Grupo E
| Equipo          | Pts | PJ | PG | PE | PP | GF | GC | Dif |
| --------------- | --- | -- | -- | -- | -- | -- | -- | --- |
| Serbia          | 7   | 3  | 2  | 1  | 0  | 12 | 5  | 7   |
| República Checa | 4   | 3  | 1  | 1  | 1  | 7  | 11 | -4  |
| Egipto          | 3   | 3  | 1  | 0  | 2  | 11 | 9  | 2   |
| Kuwait          | 3   | 3  | 1  | 0  | 2  | 8  | 13 | -5  |

| 3 de noviembre de 2012, 19:00 | República Checa                                                     | 3:2 | Kuwait                                                 | Indoor Stadium Huamark, Bangkok                          |                                                          |
|                               | Marek Kopecky (4' PT) Michal Belej (22' ST) Tomas Koudelka (34' ST) |     | Hamad Al Awadhi (37' ST) Abdulrahman Altawail (39' ST) | Árbitro(s): Darío Santamaría (ARG) - Oswaldo Gómez (COL) | Árbitro(s): Darío Santamaría (ARG) - Oswaldo Gómez (COL) |

| 3 de noviembre de 2012, 21:00 | Egipto                 | 1:3 | Serbia                                                                | Indoor Stadium Huamark, Bangkok |  |
|                               | Ahmed Mohamed (39' ST) |     | Vidan Bojovic (22' ST) Slobodan Janjic (36' ST) Mladen Kocic (38' ST) |                                 |  |

| 6 de noviembre de 2012, 19:00 | Kuwait                          | 2:7 | Serbia | Indoor Stadium Huamark, Bangkok |  |
|                               | Ahmad Alfarsi (21' ST y 36' ST) |     | Mladen Kocic (6' PT y 17' PT) Vladimir Lazic (19' PT y 24' ST) Slobodan Rajcevic (27' ST) Vidan Bojovic (31' ST) Bojan Pavicevic (38' ST) |                                 |  |

| 6 de noviembre de 2012, 21:00 | Egipto | 7:2 | República Checa                               | Indoor Stadium Huamark, Bangkok |  |
|                               | Ramadan Samasry (10' PT, 30' ST y 36' ST) Bougy (18' PT) Ahmed Mohamed (21' ST) Mostafa Nader (33' ST) Mizo (38' ST) |     | Matej Slovacek (4' PT) Lukas Resetar (25' ST) |                                 |  |

| 9 de noviembre de 2012, 19:00 | Serbia                                    | 2:2 | República Checa                                 | Nimibutr Stadium, Bangkok |  |
|                               | Mladen Kocic (5 PT) Vidan Bojovic (35 ST) |     | Michael Seidler (32 ST) Bojan Pavicevic (35 ST) |                           |  |

| 9 de noviembre de 2012, 19:00 | Kuwait                                                                           | 4:3 | Egipto                                      | Indoor Stadium Huamark, Bangkok |  |
|                               | Ahmad Alfarsi (2 PT) Shaker Almutairi (5 PT y 6 PT) Abdulrahman Altawail (19 PT) |     | Bougy (14 PT) Ahmed Mohamed (36 ST y 38 ST) |                                 |  |

### Grupo F
| Equipo        | Pts | PJ | PG | PE | PP | GF | GC | Dif |
| ------------- | --- | -- | -- | -- | -- | -- | -- | --- |
| Rusia         | 9   | 3  | 3  | 0  | 0  | 27 | 0  | 27  |
| Colombia      | 3   | 3  | 1  | 0  | 2  | 13 | 10 | 3   |
| Guatemala     | 3   | 3  | 1  | 0  | 2  | 8  | 15 | -7  |
| Islas Salomón | 3   | 3  | 1  | 0  | 2  | 7  | 29 | -23 |

| 3 de noviembre de 2012, 17:00 | Guatemala | 5:2 | Colombia                                      | Nimibutr Stadium, Bangkok |  |
|                               | Jose Gonzalez (12' PT) Armando Escobar (28' ST) Alan Aguilar (30' ST) Erick Acevedo (31' ST) Walter Enriquez (39' ST) |     | Alejandro Serna (6' PT) Andrés Reyes (18' PT) |                           |  |

| 3 de noviembre de 2012, 19:00 | Rusia | 16:0 | Islas Salomón | Nimibutr Stadium, Bangkok |  |
|                               | Sirilo (2' PT) Pula (2' PT) Eder Lima (4' PT, 10' PT, 17' PT, 19' PT, 19' PT, 33' ST y 39' ST) Dmitrii Prudnikov (18' PT) Sergey Sergeev (21' ST y 29 ST) Robinho (24´ST) Pavel Suchilin (26' ST) Alexander Fukin (27' ST y 35' ST) |      |               |                           |  |

| 6 de noviembre de 2012, 17:00 | Colombia | 11:3 | Islas Salomón                                                           | Nimibutr Stadium, Bangkok |  |
|                               | Jhonathan Toro (6' PT, 19' PT y 37' ST) Jose Quiroz (7' PT) Andrés Reyes (21' ST y 32' ST) Yefri Duque (29' ST) Jorge Abril (34' ST) Angellott Caro (39' ST) Yeisson Fonnegra (39' ST) Johann Prado (39' ST) |      | Elliot Ragomo (13' PT) Samuel Osifelo (14' PT) Micah Lea'alafa (19' PT) |                           |  |

| 6 de noviembre de 2012, 19:00 | Rusia | 9:0 | Guatemala | Nimibutr Stadium, Bangkok |  |
|                               | Sergey Sergeev (0' PT, 15' PT y 15' PT) Vladislav Shayakhmetov (2' PT) Sirilo (7' PT) Dmitrii Prudnikov (11' PT y 34' ST) Eder Lima (26' ST) Pavel Suchilin (34' ST) |     |           |                           |  |

| 9 de noviembre de 2012, 17:00 | Islas Salomón                                                                              | 4:3 | Guatemala                                                            | Indoor Stadium Huamark, Bangkok |  |
|                               | George Stevenson (14 PT) Jeffrey Bule (16 PT) Micah Lea'alafa (28 ST) Anthony Talo (35 ST) |     | Estuardo De León (8 PT) Alan Aguilar (21 ST) Walter Enriquez (39 ST) |                                 |  |

| 9 de noviembre de 2012, 17:00 | Colombia | 0:2 | Rusia                         | Nimibutr Stadium, Bangkok |  |
|                               |          |     | Sirilo (3 PT) Robinho (23 ST) |                           |  |

#### Mejores terceros
| Equipo    | Gr | Pts | PJ | PG | PE | PP | GF | GC | Dif |
| --------- | -- | --- | -- | -- | -- | -- | -- | -- | --- |
| Japón     | C  | 4   | 3  | 1  | 1  | 1  | 10 | 11 | -1  |
| Egipto    | E  | 3   | 3  | 1  | 0  | 2  | 11 | 9  | 2   |
| Panamá    | B  | 3   | 3  | 1  | 0  | 2  | 14 | 15 | -1  |
| Tailandia | A  | 3   | 3  | 1  | 0  | 2  | 8  | 9  | -1  |
| Guatemala | F  | 3   | 2  | 1  | 0  | 2  | 5  | 11 | -6  |
| Australia | D  | 3   | 3  | 1  | 0  | 2  | 5  | 17 | -12 |

## Fase final

### Cuadro de desarrollo
|  | Octavos de final     | Octavos de final     |          |           | Cuartos de final | Cuartos de final |  |        | Semifinales     | Semifinales     |        |                        | Final                  | Final           |  |
|  | 11 y 12 de noviembre | 11 y 12 de noviembre |          |           | 14 de noviembre  | 14 de noviembre  |  |        | 16 de noviembre | 16 de noviembre |        |                        | 18 de noviembre        | 18 de noviembre |  |
|  |                      |                      |          |           |                  |                  |  |        |                 |                 |        |                        |                        |                 |  |
|  |                      |                      |          |           |                  |                  |  |        |                 |                 |        |                        |                        |                 |  |
|  | Paraguay             | 1                    |          |           |                  |                  |  |        |                 |                 |        |                        |                        |                 |  |
|  | Paraguay             | 1                    |          |           |                  |                  |  |        |                 |                 |        |                        |                        |                 |  |
|  | Portugal             | 4                    |          |           |                  |                  |  |        |                 |                 |        |                        |                        |                 |  |
|  | Portugal             | 4                    |          | Portugal  | 3                |                  |  |        |                 |                 |        |                        |                        |                 |  |
|  |                      |                      |          | Portugal  | 3                |                  |  |        |                 |                 |        |                        |                        |                 |  |
|  |                      |                      | Italia   | 4         |                  |                  |  |        |                 |                 |        |                        |                        |                 |  |
|  | Italia               | 3                    | Italia   | 4         |                  |                  |  |        |                 |                 |        |                        |                        |                 |  |
|  | Italia               | 3                    |          |           |                  |                  |  |        |                 |                 |        |                        |                        |                 |  |
|  | Egipto               | 1                    |          |           |                  |                  |  |        |                 |                 |        |                        |                        |                 |  |
|  | Egipto               | 1                    |          |           |                  |                  |  | Italia | 1               |                 |        |                        |                        |                 |  |
|  |                      |                      |          |           |                  |                  |  | Italia | 1               |                 |        |                        |                        |                 |  |
|  |                      |                      | España   | 4         |                  |                  |  |        |                 |                 |        |                        |                        |                 |  |
|  | España               | 7                    | España   | 4         |                  |                  |  |        |                 |                 |        |                        |                        |                 |  |
|  | España               | 7                    |          |           |                  |                  |  |        |                 |                 |        |                        |                        |                 |  |
|  | Tailandia            | 1                    |          |           |                  |                  |  |        |                 |                 |        |                        |                        |                 |  |
|  | Tailandia            | 1                    |          | España    | 3                |                  |  |        |                 |                 |        |                        |                        |                 |  |
|  |                      |                      |          | España    | 3                |                  |  |        |                 |                 |        |                        |                        |                 |  |
|  |                      |                      | Rusia    | 2         |                  |                  |  |        |                 |                 |        |                        |                        |                 |  |
|  | Rusia                | 3                    | Rusia    | 2         |                  |                  |  |        |                 |                 |        |                        |                        |                 |  |
|  | Rusia                | 3                    |          |           |                  |                  |  |        |                 |                 |        |                        |                        |                 |  |
|  | República Checa      | 0                    |          |           |                  |                  |  |        |                 |                 |        |                        |                        |                 |  |
|  | República Checa      | 0                    |          |           |                  |                  |  |        |                 |                 |        | España                 | 2                      |                 |  |
|  |                      |                      |          |           |                  |                  |  |        |                 |                 |        | España                 | 2                      |                 |  |
|  |                      |                      | Brasil   | 3         |                  |                  |  |        |                 |                 |        |                        |                        |                 |  |
|  | Serbia               | 1                    | Brasil   | 3         |                  |                  |  |        |                 |                 |        |                        |                        |                 |  |
|  | Serbia               | 1                    |          |           |                  |                  |  |        |                 |                 |        |                        |                        |                 |  |
|  | Argentina            | 2                    |          |           |                  |                  |  |        |                 |                 |        |                        |                        |                 |  |
|  | Argentina            | 2                    |          | Argentina | 2                |                  |  |        |                 |                 |        |                        |                        |                 |  |
|  |                      |                      |          | Argentina | 2                |                  |  |        |                 |                 |        |                        |                        |                 |  |
|  |                      |                      | Brasil   | 3         |                  |                  |  |        |                 |                 |        |                        |                        |                 |  |
|  | Brasil               | 16                   | Brasil   | 3         |                  |                  |  |        |                 |                 |        |                        |                        |                 |  |
|  | Brasil               | 16                   |          |           |                  |                  |  |        |                 |                 |        |                        |                        |                 |  |
|  | Panamá               | 0                    |          |           |                  |                  |  |        |                 |                 |        |                        |                        |                 |  |
|  | Panamá               | 0                    |          |           |                  |                  |  | Brasil | 3               |                 |        |                        |                        |                 |  |
|  |                      |                      |          |           |                  |                  |  | Brasil | 3               |                 |        |                        |                        |                 |  |
|  |                      |                      | Colombia | 1         |                  |                  |  |        |                 |                 |        |                        |                        |                 |  |
|  | Irán                 | 1                    | Colombia | 1         |                  |                  |  |        |                 |                 |        |                        |                        |                 |  |
|  | Irán                 | 1                    |          |           |                  |                  |  |        |                 |                 |        |                        |                        |                 |  |
|  | Colombia             | 2                    |          |           |                  |                  |  |        |                 |                 |        |                        |                        |                 |  |
|  | Colombia             | 2                    |          | Colombia  | 3                |                  |  |        |                 |                 |        | Tercer y cuarto puesto | Tercer y cuarto puesto |                 |  |
|  |                      |                      |          | Colombia  | 3                |                  |  |        |                 |                 |        | Tercer y cuarto puesto | Tercer y cuarto puesto |                 |  |
|  |                      |                      | Ucrania  | 1         |                  |                  |  |        |                 |                 |        |                        |                        |                 |  |
|  | Ucrania              | 6                    | Ucrania  | 1         |                  |                  |  |        |                 |                 | Italia | 3                      |                        |                 |  |
|  | Ucrania              | 6                    |          |           |                  |                  |  |        |                 |                 | Italia | 3                      |                        |                 |  |
|  | Japón                | 3                    |          |           |                  |                  |  |        |                 |                 |        |                        | Colombia               | 0               |  |
|  | Japón                | 3                    |          |           |                  |                  |  |        |                 |                 |        |                        | Colombia               | 0               |  |
|  |                      |                      |          |           |                  |                  |  |        |                 |                 |        |                        |                        |                 |  |

### Octavos de final
| 11 de noviembre de 2012, 16:00 | Paraguay     | 1:4     | Portugal                                      | Indoor Stadium Huamark, Bangkok                                                    |                                                                                    |
|                                | J. Salas 36' | Reporte | Cardinal 12' · Matos 20' · Ricardinho 39' 40' | Árbitro(s): * RODRIGUEZ Daniel (URU) - HENYCH Karel (CZE) - SANTAMARIA Dario (ARG) | Árbitro(s): * RODRIGUEZ Daniel (URU) - HENYCH Karel (CZE) - SANTAMARIA Dario (ARG) |

| 11 de noviembre de 2012, 18:30 | Ucrania                                                                      | 6:3     | Japón                          | Indoor Stadium Huamark, Bangkok                                              |                                                                              |
|                                | Chepornyuk 3' · Fedorchenko 5' · Zhurba 10' · Rogachov 13' · Ovsyannikov 16' | Reporte | Morioka 30' 31' · Kitahara 32' | Árbitro(s): * LEITE Renata (BRA) - KATEMO Jose (ANG) - BRECHANE Sandro (BRA) | Árbitro(s): * LEITE Renata (BRA) - KATEMO Jose (ANG) - BRECHANE Sandro (BRA) |

| 11 de noviembre de 2012, 18:30 | España                                                                    | 7:1     | Tailandia    | Nimibutr Stadium, Bangkok                                                        |                                                                                  |
|                                | Torras 10' 17' · Fernandão 25' 28' · Aicardo 30' · Ortiz 34' · Álvaro 38' | Reporte | Wongkaeo 39' | Árbitro(s): * CLINE Alexander (PAN) - JATIVA Jaime (ECU) - GONZALEZ Carlos (GUA) | Árbitro(s): * CLINE Alexander (PAN) - JATIVA Jaime (ECU) - GONZALEZ Carlos (GUA) |

| 11 de noviembre de 2012, 21:00 | Irán        | 1:2     | Colombia             | Indoor Stadium Huamark, Bangkok                                            |                                                                            |
|                                | Rahnama 35' | Reporte | Duque 30' · Caro 34' | Árbitro(s): * SHABANOV Ivan (RUS) - KOVACS Gabor (HUN) - SIVIC Borut (SVN) | Árbitro(s): * SHABANOV Ivan (RUS) - KOVACS Gabor (HUN) - SIVIC Borut (SVN) |

| 12 de noviembre de 2012, 16:00 | Italia                                          | 5:1     | Egipto         | Indoor Stadium Huamark, Bangkok                                               |                                                                               |
|                                | Assis 4' 11' 31' · dos Santos 20' · Fortino 33' | Reporte | Abou Serie 11' | Árbitro(s): * BUKUEV Nurdin (KGZ) - MIYATANI Naoki (JPN) - KIDSON Scott (AUS) | Árbitro(s): * BUKUEV Nurdin (KGZ) - MIYATANI Naoki (JPN) - KIDSON Scott (AUS) |

| 12 de noviembre de 2012, 18:30 | Rusia                           | 3:0     | República Checa | Nimibutr Stadium, Bangkok                                                              |                                                                                        |
|                                | Lima 7' · Pula 10' · Cirilo 29' | Reporte |                 | Árbitro(s): * AGUILAR Wenceslaos (PAN) - CABRERA Sergio (CUB) - RIVERA Francisco (MEX) | Árbitro(s): * AGUILAR Wenceslaos (PAN) - CABRERA Sergio (CUB) - RIVERA Francisco (MEX) |

| 12 de noviembre de 2012, 18:30 | Brasil | 16:0    | Panamá | Korat Chatchai Hall, Nakhon Ratchasima                                                          |                                                                                                 |
|                                | Fernandinho 4' 38' · Jé 6' 19' 35' · Rodrigo 7' 33' · Ari 8' 10' 39' · Simi 12' · Neto 13' · Vinícius 23' · Rafael 30' 34' · Falcão 37' | Reporte |        | Árbitro(s): * GUTIERREZ LUMBRERAS Fernando (ESP) - MASSINI Francesco (ITA) - LEMAL Pascal (BEL) | Árbitro(s): * GUTIERREZ LUMBRERAS Fernando (ESP) - MASSINI Francesco (ITA) - LEMAL Pascal (BEL) |

| 12 de noviembre de 2012, 21:00 | Serbia       | 1:2     | Argentina                  | Korat Chatchai Hall, Nakhon Ratchasima                                       |                                                                              |
|                                | Rajčević 37' | Reporte | Cuzzolino 11' · Rescia 17' | Árbitro(s): * ROJAS Hector (PER) - JANOSEVIC Danijel (CRO) - RUIZ Joel (PAR) | Árbitro(s): * ROJAS Hector (PER) - JANOSEVIC Danijel (CRO) - RUIZ Joel (PAR) |

### Cuartos de final
| 14 de noviembre de 2012, 16:00 | Argentina                | 2:3     | Brasil                    | Bangkok Futsal Arena, Bangkok                                                    |                                                                                  |
|                                | Rescia 17' · Borruto 18' | Reporte | Neto 33' · Falcão 35' 45' | Árbitro(s): * AGUILAR Wenceslaos (PAN) - KATEMO Jose (ANG) - SHABANOV Ivan (RUS) | Árbitro(s): * AGUILAR Wenceslaos (PAN) - KATEMO Jose (ANG) - SHABANOV Ivan (RUS) |

| 14 de noviembre de 2012, 18:30 | Portugal              | 3:4     | Italia                                                  | Indoor Stadium Huamark, Bangkok                                                |                                                                                |
|                                | Ricardinho 2' 11' 12' | Reporte | Assis 22' (pen.) · Lima 38' · Fortino 40' · Honorio 42' | Árbitro(s): * HENYCH Karel (CZE) - LEITE Renata (BRA) - RODRIGUEZ Daniel (URU) | Árbitro(s): * HENYCH Karel (CZE) - LEITE Renata (BRA) - RODRIGUEZ Daniel (URU) |

| 14 de noviembre de 2012, 18:30 | Colombia                         | 3:1     | Ucrania         | Bangkok Futsal Arena, Bangkok                                                                   |                                                                                                 |
|                                | Reyes 23' · Caro 40' · Abril 40' | Reporte | Ovsyannikov 40' | Árbitro(s): * CABRERA Sergio (CUB) - CLINE Alexander (PAN) - GUTIERREZ LUMBRERAS Fernando (ESP) | Árbitro(s): * CABRERA Sergio (CUB) - CLINE Alexander (PAN) - GUTIERREZ LUMBRERAS Fernando (ESP) |

| 14 de noviembre de 2012, 21:00 | España                                | 3:2     | Rusia                         | Indoor Stadium Huamark, Bangkok                                            |                                                                            |
|                                | Ortiz 4' · Fernandão 13' · Lozano 19' | Reporte | Cirilo 2' · Alemao 34' (o.g.) | Árbitro(s): * BIRKETT Marc (ENG) - KOVACS Gabor (HUN) - KIDSON Scott (AUS) | Árbitro(s): * BIRKETT Marc (ENG) - KOVACS Gabor (HUN) - KIDSON Scott (AUS) |

### Semifinales
| 16 de noviembre de 2012, 17:00 | Italia     | 1:4     | España                                              | Bangkok Futsal Arena, Bangkok                                                 |                                                                               |
|                                | Merlim 30' | Reporte | Assis 9' (a.g.) · Alemao 30' · Lozano 34' · Lin 38' | Árbitro(s): * BUKUEV Nurdin (KGZ) - MIYATANI Naoki (JPN) - KIDSON Scott (AUS) | Árbitro(s): * BUKUEV Nurdin (KGZ) - MIYATANI Naoki (JPN) - KIDSON Scott (AUS) |

| 16 de noviembre de 2012, 19:30 | Brasil                           | 3:1     | Colombia | Bangkok Futsal Arena, Bangkok                                                     |                                                                                   |
|                                | Gabriel 1' 28' · Toro 29' (a.g.) | Reporte | Toro 19' | Árbitro(s): * RODRIGUEZ Daniel (URU) - SHABANOV Ivan (RUS) - CABRERA Sergio (CUB) | Árbitro(s): * RODRIGUEZ Daniel (URU) - SHABANOV Ivan (RUS) - CABRERA Sergio (CUB) |

### Tercer lugar
| 18 de noviembre de 2012, 17:00 | Italia                       | 3:0     | Colombia | Bangkok Futsal Arena, Bangkok                                             |                                                                           |
|                                | Romano 27' · Fortino 32' 39' | Reporte |          | Árbitro(s): * KATEMO Jose (ANG) - KIDSON Scott (AUS) - HENYCH Karel (CZE) | Árbitro(s): * KATEMO Jose (ANG) - KIDSON Scott (AUS) - HENYCH Karel (CZE) |

### Final
| 18 de noviembre de 2012, 19:30 | España                   | 2:3     | Brasil                    | Bangkok Futsal Arena, Bangkok                                                |                                                                              |
|                                | Torras 29' · Aicardo 30' | Reporte | Neto 24' 49' · Falcão 36' | Árbitro(s): * ROJAS Hector (PER) - BIRKETT Marc (ENG) - CABRERA Sergio (CUB) | Árbitro(s): * ROJAS Hector (PER) - BIRKETT Marc (ENG) - CABRERA Sergio (CUB) |

| Campeón Brasil 5.to Título |

## Posiciones

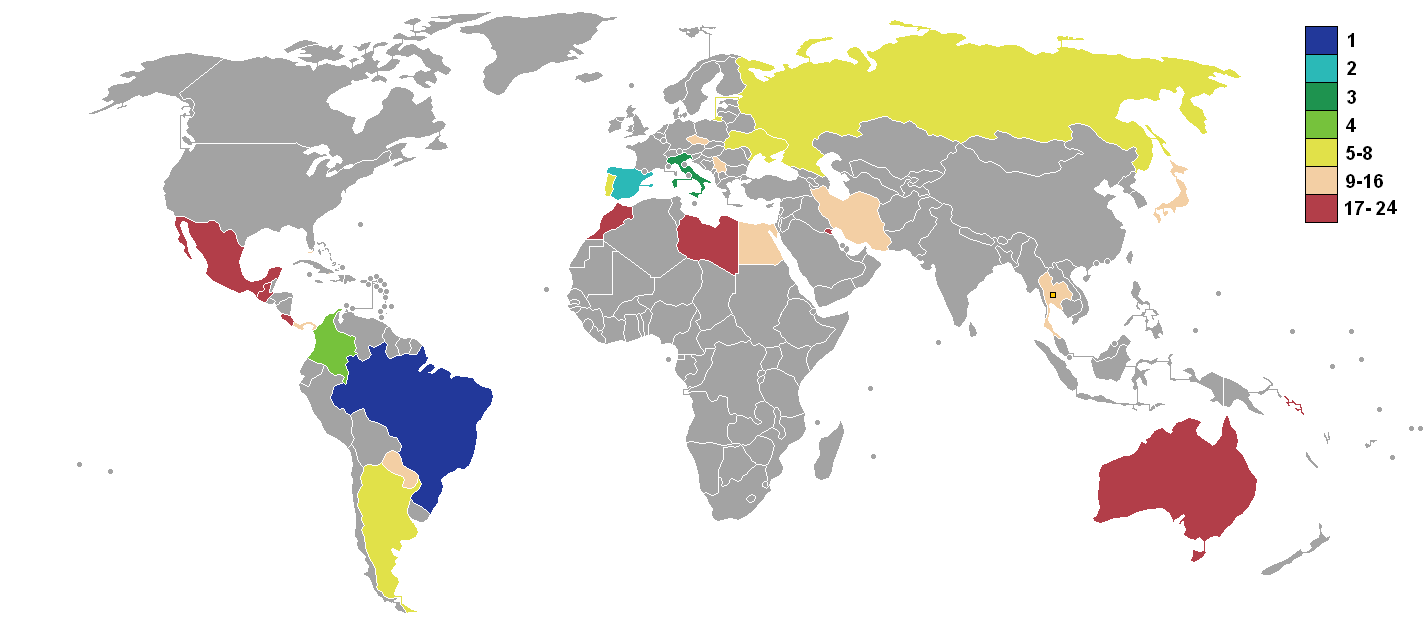
Mapa según los resultados del torneo.

| Equipo | Equipo          | Pts | PJ | PG | PE | PP | GF | GC | Dif | Rend  |
| ------ | --------------- | --- | -- | -- | -- | -- | -- | -- | --- | ----- |
| 1      | Brasil          | 21  | 7  | 7  | 0  | 0  | 45 | 7  | +38 | 100%  |
| 2      | España          | 16  | 7  | 5  | 1  | 1  | 31 | 13 | +18 | 76,1% |
| 3      | Italia          | 18  | 7  | 6  | 0  | 1  | 30 | 13 | +17 | 85,7% |
| 4      | Colombia        | 9   | 7  | 3  | 0  | 4  | 19 | 18 | +1  | 42,8% |
| 5      | Rusia           | 12  | 5  | 4  | 0  | 1  | 32 | 3  | +29 | 80%   |
| 6      | Ucrania         | 10  | 5  | 3  | 1  | 1  | 21 | 13 | +8  | 83,3% |
| 7      | Argentina       | 9   | 5  | 3  | 0  | 2  | 18 | 9  | +9  | 60%   |
| 8      | Portugal        | 7   | 5  | 2  | 1  | 2  | 18 | 14 | +4  | 83,3% |
| 9      | Serbia          | 7   | 4  | 2  | 1  | 1  | 13 | 7  | +6  | 58,3% |
| 10     | Irán            | 7   | 4  | 2  | 1  | 1  | 9  | 8  | +1  | 58,3% |
| 11     | Japón           | 4   | 4  | 1  | 1  | 2  | 13 | 17 | -4  | 33,3% |
| 12     | Paraguay        | 4   | 4  | 1  | 1  | 2  | 10 | 15 | -5  | 33,3% |
| 13     | República Checa | 4   | 4  | 1  | 1  | 2  | 7  | 14 | -7  | 33,3% |
| 14     | Egipto          | 3   | 4  | 1  | 0  | 3  | 12 | 14 | -2  | 25%   |
| 15     | Tailandia       | 3   | 4  | 1  | 0  | 3  | 9  | 16 | -7  | 25%   |
| 16     | Panamá          | 3   | 4  | 1  | 0  | 3  | 14 | 31 | -17 | 25%   |
| 17     | Costa Rica      | 3   | 3  | 1  | 0  | 2  | 8  | 12 | -4  | 33,3% |
| 18     | Kuwait          | 3   | 3  | 1  | 0  | 2  | 8  | 13 | -5  | 33,3% |
| 19     | Guatemala       | 3   | 3  | 1  | 0  | 2  | 8  | 15 | -7  | 33,3% |
| 20     | Australia       | 3   | 3  | 1  | 0  | 2  | 5  | 17 | -12 | 33,3% |
| 21     | Islas Salomón   | 3   | 3  | 1  | 0  | 2  | 7  | 30 | -22 | 33,3% |
| 22     | México          | 0   | 3  | 0  | 0  | 3  | 4  | 13 | -9  | 0%    |
| 23     | Marruecos       | 0   | 3  | 0  | 0  | 3  | 5  | 15 | -10 | 0%    |
| 24     | Libia           | 0   | 3  | 0  | 0  | 3  | 3  | 22 | -20 | 0%    |

## Goleadores
| Jugador           | Selección | Goles |
| ----------------- | --------- | ----- |
| Éder Lima         | Rusia     | 9     |
| Rodolfo Fortino   | Italia    | 8     |
| «Fernandinho»     | Brasil    | 7     |
| Fernando Cardinal | Portugal  | 7     |
| «Ricardinho»      | Portugal  | 7     |
| Saad Assis        | Italia    | 7     |
| «Neto»            | Brasil    | 7     |

## Mejor jugador
| Jugador | Selección |
| ------- | --------- |
| «Neto»  | Brasil    |
| «Kike»  | España    |

## Trofeo Juego Limpio
- Selección de futsal de Argentina (FIFA)